# Utopía lésbica

El símbolo de las lesbianas.

La utopía lésbica hace referencia a una comunidad conceptual compuesta exclusivamente por mujeres biológicas que no dependen de los hombres para nada.
El concepto de una sociedad de sólo mujeres se menciona en la mitología griega a través de la leyenda de las Amazonas, la nación de mujeres guerreras. En esta leyenda, una vez al año las Amazonas llamarían a los Gargarios y copularían con ellos. 

## Reproducción
Como con muchas especies, la reproducción humana requiere un óvulo (de la mujer), esperma (del hombre) y un útero como medio adecuado en el que un embrión puede desarrollarse hasta convertirse en un feto y gestarse hasta el nacimiento. 
Los científicos han creado crías de ratón de dos ratones hembra. Existe la posibilidad de que con más investigaciones un procedimiento igual o parecido podría permitir a dos mujeres ser las progenitoras genéticas del mismo hijo. Los científicos han encontrado una manera de fertilizar óvulos humanos utilizando material genético de cualquier célula del cuerpo. Esto podría eventualmente permitir a dos o más mujeres concebir y llevar a término una gestación sin ayuda masculina.
Se desconoce aún si esta biotecnología podría aplicarse a seres humanos, independientemente de los dilemas éticos que pueda plantear.

## Cultura
Un ejemplo ficticio histórico de este concepto es Herland, una novela escrita por Charlotte Perkins Gilman (1860-1935).